# Judith
Judith — песня американской рок-группы A Perfect Circle, ставшая первым синглом с альбома Mer de Noms. Сингл был выпущен в виде компакт-диска с одним треком в Северной Америке и в виде диска и виниловой пластинки с четырьмя треками в Австралии.

## Написание песни
Билли Хауэрдел во время интервью группы по случаю выпуска альбома сказал, что «Judith» — это «поистине уникальная песня, так как она была сделана — от начала до конца — за один раз». По словам Хауэрдела, песня стала тяжелее после того, как вокалист Мэйнард Джеймс Кинан добавил несколько своих идей в структуру композиции.

## Концепция
Мэйнард Джеймс Кинан в комментариях к DVD AMotion пояснил, что текст песни про его мать, Джудит Мэри Кинан, которая перенесла инсульт и осталась прикованной к инвалидной коляске на всю оставшуюся жизнь.

## Ремикс
«Judith» стала одной из песен, переделанной Дэнни Лонером для альбома ремиксов, использовавшегося в фильме Другой мир. Ремикс, озаглавленный «Judith (Renholder Remix)», получился гнетущим и темным, благодаря использованию драм-машины и синтезатора.

## Список композиций
- «Judith» — 4:03
- «Magdalena» (концерт) — 4:15
- «Breña» (концерт) — 4:04
- «Orestes» (демо) — 3:24

## Позиции в чартах
| Чарт (2000)                          | Позиция |
| ------------------------------------ | ------- |
| Billboard Hot Mainstream Rock Tracks | 4       |
| Billboard Hot Modern Rock Tracks     | 5       |